# Climate Change Denial: Heads in the Sand
Climate Change Denial: Heads in the Sand là một cuốn sách phi hư cấu năm 2011 về phủ nhận biến đổi khí hậu, do Haydn Washington và John Cook làm đồng tác giả, với lời mào đầu của Naomi Oreskes. Trước khi viết tác phẩm này, Washington đã có sẵn kiến thức nền tảng về khoa học môi trường. Trong khi Cook, được đào tạo ngành vật lý học, sáng lập trang web Skeptical Science vào năm 2007, nơi tổng hợp các bằng chứng được bình duyệt về biến đổi khí hậu. Cuốn sách do Earthscan, một bộ phận của Routledge, xuất bản lần đầu tiên dưới dạng bìa cứng và bìa mềm vào năm 2011.
Climate Change Denial đưa ra những phân tích chuyên sâu và bác bỏ quan điểm về phủ nhận biến đổi khí hậu, xem xét từng điểm của một số lập luận và bác bỏ chúng bằng các bằng chứng được bình duyệt theo quan điểm khoa học về biến đổi khí hậu. Các tác giả khẳng định rằng những người phủ nhận biến đổi khí hậu sử dụng các chiến thuật gồm lựa chọn dữ liệu nhằm mục đích hỗ trợ quan điểm cụ thể của họ, đồng thời công kích tính chính trực của các nhà khoa học khí hậu. Washington và Cook sử dụng lý thuyết khoa học xã hội để đánh giá hiện tượng phủ nhận biến đổi khí hậu rộng rãi hơn trong công chúng và gọi hiện tượng này là một dạng bệnh lý.
Cuốn sách truy tìm nguồn tài trợ cho việc phủ nhận biến đổi khí hậu trong ngành công nghiệp nhiên liệu hóa thạch, khẳng định các công ty đã và đang cố gắng gây ảnh hưởng đến dư luận về vấn đề này. Washington và Cook viết rằng các chính trị gia có xu hướng sử dụng các từ ngữ mơ hồ (hay còn gọi là weasel word) như một phần trong chiến thuật tuyên truyền qua việc sử dụng spin, như một cách để làm chệch hướng chú ý của công chúng khỏi biến đổi khí hậu và tiếp tục thụ động về vấn đề này. Các tác giả kết luận rằng nếu công chúng ngừng phủ nhận thì vấn đề biến đổi khí hậu có thể được giải quyết có thực tế. Việc phủ nhận biến đổi khí hậu là một mối đe dọa nghiêm trọng đối với hành tinh và cần được giải quyết khẩn cấp, vì hậu quả của việc không hành động là rất nghiêm trọng.
Với nghiên cứu về cuốn sách và nỗ lực truyền đạt bản chất về khoa học biến đổi khí hậu tới công chúng, John Cook đã giành được Giải thưởng Eureka năm 2011 của Bảo tàng Úc vì sự nâng cao kiến thức về biến đổi khí hậu. Climate Change Denial nhận được sự đón nhận tích cực trong các đánh giá từ các ấn phẩm bao gồm: The Ecologist, tạp chí ECOS, tập san học thuật Natures Sciences Sociétés, tạp chí Education do Liên đoàn Giáo viên New South Wales xuất bản.

## Bối cảnh
Cuốn sách được viết bởi đồng tác giả, các nhà nghiên cứu khoa học môi trường người Úc, Haydn Washington and John Cook. Washington đã là nhà khoa học môi trường hơn 30 năm trước khi viết cuốn sách này. Những cuốn sách được xuất bản trước đây của ông về chủ đề khoa học môi trường bao gồm: Ecosolutions (1991), A Sense of Wonder (2002) và The Wilderness Knot (2009). Năm 2015, Washington là nghiên cứu sinh thỉnh giảng của Viện Nghiên cứu Môi trường tại Đại học New South Wales.
Trình độ học vấn của Cook bao gồm nền tảng về vật lý. Trước khi viết cuốn sách, Cook đã thành lập trang web Skeptical Science, nơi tổng hợp những bằng chứng được bình duyệt về biến đổi khí hậu. Ông đưa lên trang này những khẳng định phổ biến nhất do các cá nhân lập luận chống lại sự đồng thuận khoa học về biến đổi khí hậu đưa ra, kèm theo bằng chứng để bác bỏ từng quan điểm mà họ đưa ra. Sau khi xuất bản Climate Change Denial: Heads in the Sand, Cook là đồng tác giả của một cuốn sách khác về chủ đề này, Climate Change Science: A Modern Synthesis: Volume 1 – The Physical Climate (2013). Năm 2015, Cook là chuyên gia truyền thông khí hậu tại Đại học Queensland.
Climate Change Denial: Heads in the Sand do Earthscan, một bộ phận của Routledge, xuất bản lần đầu tiên vào năm 2011. Cả hai phiên bản bìa cứng và bìa mềm đều được phát hành vào tháng 4 năm 2011. Nhà xuất bản cũng cho ra mắt phiên bản sách điện tử trong cùng năm. Bản phát hành sách điện tử thứ hai được Routledge xuất bản vào năm 2012. Cuốn sách này được Amazon.com cung cấp qua Kindle vào tháng 5 năm 2013.

## Tóm tắt nội dung
Climate Change Denial: Heads in the Sand trình bày một phân tích chi tiết và bác bỏ phủ nhận biến đổi khí hậu. Trong lời nói đầu của cuốn sách, Naomi Oreskes viết rằng con người trở thành nạn nhân của hiện tượng phủ nhận do cảm thấy sợ hãi. Cuốn sách xem xét một số lập luận chống lại biến đổi khí hậu và sử dụng bằng chứng được bình duyệt có đồng thuận khoa học để hỗ trợ cơ sở lý luận cho tranh luận về tính hợp lệ của từng lập luận. Phương pháp của những người phủ nhận biến đổi khí hậu được đánh giá, bao gồm: lựa chọn dữ liệu có ý ủng hộ quan điểm cụ thể của họ, duy trì tiêu chuẩn cao về bằng chứng biến đổi khí hậu và chỉ trích các giá trị của các nhà khoa học khí hậu. Cuốn sách đưa ra lời giải thích tại sao một số cá nhân và công chúng nói chung có xu hướng phủ nhận đồng thuận khoa học về biến đổi khí hậu.
Các tác giả thảo luận mở rộng về khái niệm phủ nhận bằng lý thuyết khoa học xã hội, ghi chú rằng nó xuất hiện trong xã hội khi các cá nhân sợ hãi hoặc xấu hổ về hành động của mình. Họ viết rằng những động lực này, với sự mở rộng từ cá nhân sang xã hội rộng lớn hơn, dưới dạng một loại bệnh tật. Cuốn sách xác định việc phủ nhận biến đổi khí hậu là một bệnh lý đang ảnh hưởng đến nền văn hóa của hành tinh. Các tác giả than thở rằng đang tồn tại một mối quan hệ nghịch đảo về sự gia tăng đồng thời giữa đồng thuận khoa học và sự phủ nhận của công chúng về vấn đề biến đổi khí hậu.
Cuốn sách xác định nền tảng của một công ty có ảnh hưởng đến dư luận thông qua các công ty thu được lợi nhuận từ ngành công nghiệp nhiên liệu hóa thạch. Washington và Cook viết rằng các chính trị gia thường sử dụng những lời lẽ sáo rỗng như một hình thức spin và tuyên truyền, nhằm hành động như thể họ sắp sửa làm điều gì đó về vấn đề biến đổi khí hậu, trong khi trên thực tế vẫn thụ động về vấn đề này. Các tác giả tiếp tục xác định mức độ phủ nhận lớn hơn, trong chính công chúng rộng lớn hơn. Họ lập luận rằng xã hội cho phép phủ nhận khí hậu học thông qua việc không hành động và chống lại sự đồng thuận khoa học. Các tác giả kết luận rằng nếu công chúng ngừng phủ nhận biến đổi khí hậu thì vấn đề trên thực tế có thể được giải quyết một cách đáng kể.

## Đón nhận

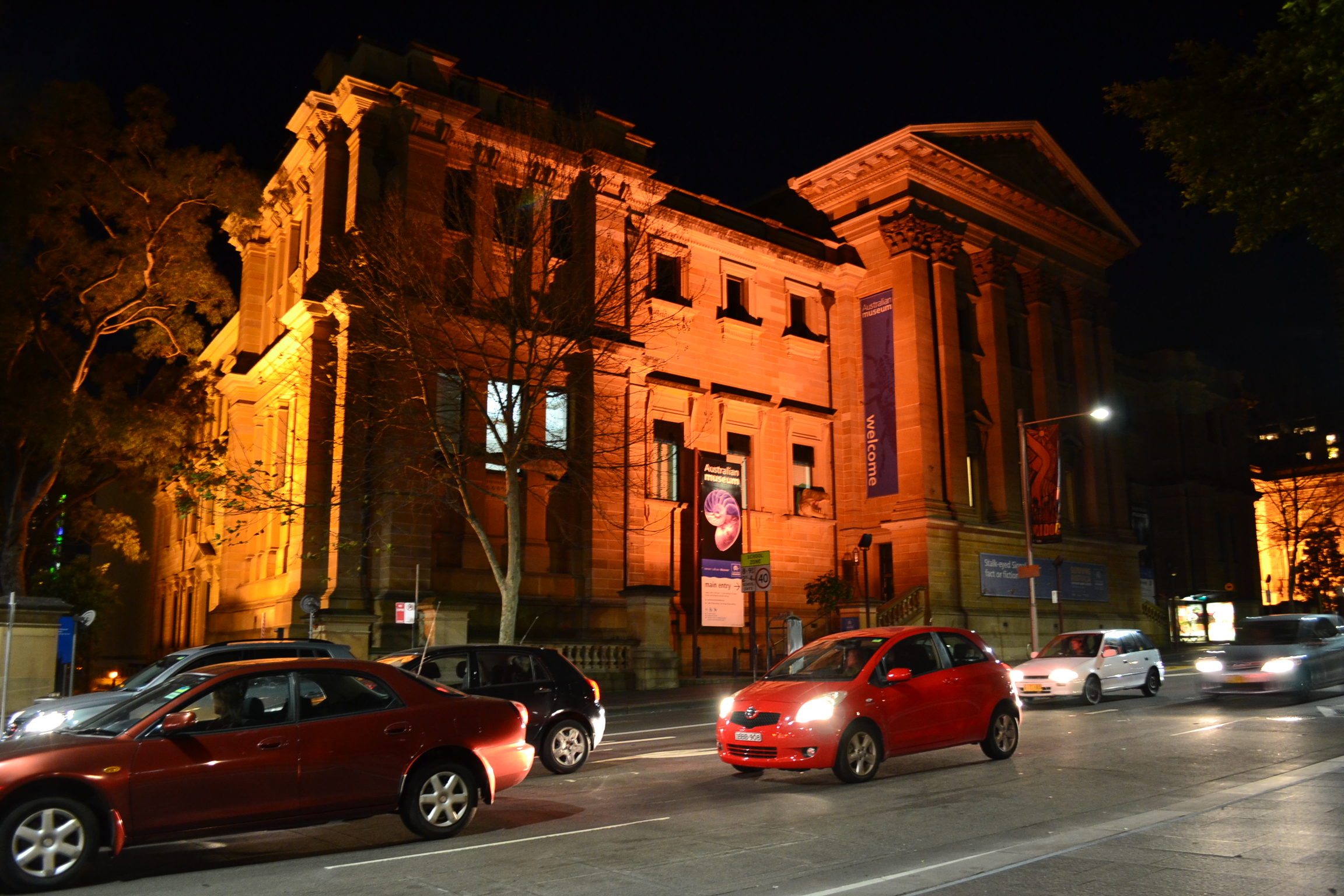
Bảo tàng Úc năm 2011

Đồng tác giả John Cook của cuốn sách đã giành được Giải thưởng Eureka vì sự nâng cao kiến thức về biến đổi khí hậu năm 2011, do chính quyền New South Wales trao tặng như một phần của Giải thưởng Eureka của Bảo tàng Úc, và được vinh danh vì vai trò của ông trong việc truyền đạt bản chất của khoa học biến đổi khí hậu cho công chúng. Giám đốc Viện Thay đổi Toàn cầu của Đại học Queensland, Giáo sư Ove Hoegh-Guldberg, trích dẫn nghiên cứu của Cook và quyền tác giả cuốn Climate Change Denial: Heads in the Sand là lý do giúp ông giành được giải thưởng.
The Ecologist đánh giá cuốn sách và mô tả nó là: "được nghiên cứu kỹ lưỡng và chú thích cẩn thận". Bài đánh giá kết luận: Climate Change Denial là một cuốn sách khôn ngoan và kịp thời. ... Nó xứng đáng được độc giả ủng hộ". Mary-Lou Considine viết về cuốn sách trong tạp chí ECOS rằng nó "mổ xẻ những phản đối đối với khoa học được bình duyệt" với "chi tiết pháp y". Considine giới thiệu cuốn sách cho những ai người trước đây đã truy cập trang web Skeptical Science và muốn tìm hiểu thêm về chủ đề rộng hơn được thảo luận trên trang web.
Trong bài đánh giá cuốn sách trên tạp chí học thuật Natures Sciences Sociétés, luận án của các tác giả đã được ca ngợi vì khả năng đưa lý lẽ vào phân tích của họ: "Cuốn sách này cho thấy cách chúng ta có thể vượt qua sự phủ nhận, chấp nhận thực tế và từ đó giải quyết cuộc khủng hoảng khí hậu". Natures Sciences Sociétés khuyến nghị công việc này cho nhiều bên liên quan, kết luận: "Nó sẽ thu hút sự tham gia của các nhà khoa học, sinh viên đại học, nhà hoạt động về biến đổi khí hậu và công chúng đang tìm cách đẩy lùi sự phủ nhận và hành động".
Janine Kitson đã đánh giá cuốn sách trên tạp chí Education, một ấn phẩm của Liên đoàn Giáo viên New South Wales. Kitson mô tả tác phẩm này là kịp thời và quan trọng trong bối cảnh công chúng cần phải hành động trước thời điểm không thể quay đầu: "Đây là một cuốn sách quan trọng, cần đọc trước khi biến đổi khí hậu lan tràn thực sự vượt tầm kiểm soát của chúng ta". Bài đánh giá của cô kết luận: "Người ta chỉ có thể hy vọng rằng cuốn sách này sẽ được những người phủ nhận khí hậu đọc để chúng ta có thể bắt đầu hành trình đầy gian nan hướng tới một tương lai bền vững về mặt sinh thái".